# Travante Williams
Travante António Williams (Anchorage, 29 de julio de 1993) es un jugador de baloncesto profesional, que actualmente pertenece a la plantilla del CSM Oradea de la Liga Națională de Rumania. Con 1,97 metros de altura juega en la posición de alero.

## Trayectoria
Williams es un jugador exterior formado en la Mount Edgecumbe High School de Sitka, antes de ingresar en 2012 en el City College of San Francisco, donde permaneció dos temporadas antes de ingresar en la Universidad de Adams State situada en Alamosa, Colorado, donde jugaría la temporada 2014-15 en la División II de la NCAA con los Adams State Grizzlies.
En 2015, ingresa en la Universidad de Alaska Fairbanks, situada en Fairbanks, Alaska, donde jugaría la División II de la NCAA con los Alaska Nanooks, antes de emprender su aventura europea. 
Tras no ser drafteado en 2016, tuvo un breve por Georgia en las filas del BC Tskaltubo, antes de llegar a Portugal, donde jugaría durante  dos temporadas en el União Desportiva Oliveirense desde 2017 a 2019. 
En la temporada 2019-20, firma por el Sporting Clube de Portugal, con quien jugaría durante cuatro temporadas y además competición europea en las últimas tres temporadas. En la temporada 2022-23, promedia 14,3 puntos, 5,4 rebotes y 3,7 asistencias por partido.
El 14 de agosto de 2023, firma por el BAXI Manresa de la Liga ACB.

## Selección nacional
En agosto de 2022 recibió su primera convocatoria para integrar la selección de baloncesto de Portugal, luego de haber adquirido la nacionalidad de ese país.